# Sumberanyar (Paiton)
Sumberanyar is een bestuurslaag in het regentschap Probolinggo van de provincie Oost-Java, Indonesië. Sumberanyar telt 6568 inwoners (volkstelling 2010).